# Angus Gunn
Angus Gunn, né le 22 janvier 1996 à Norwich (Angleterre), est un footballeur international écossais qui évolue au poste de gardien de but à Nottingham Forest.
Il est le fils de Bryan Gunn, gardien de but international écossais.

## Biographie

### Jeunesse
Gunn naît à Norwich, alors que son père joue pour le club local de Norwich City. En 1998, il suit son père à Édimbourg, avant de retourner en Angleterre peu après. Il rejoint le club de Norwich City à l'âge de huit ans.

### En club
Gunn rejoint l'académie de Manchester City en 2011. Le 19 juin 2013, il signe son premier contrat professionnel en faveur de Manchester City. À l'issue de la saison 2014-2015, Gunn fait partie des trois joueurs nommés pour le prix de meilleur espoir de la saison pour Manchester City. En juillet 2015, il signe un nouveau contrat le liant avec le club qu'en 2020.
Le 6 juin 2017, Gunn est prêté pour une saison à Norwich City. Titulaire pendant toute la saison, il réalise une saison pleine puisqu'il joue 51 matchs toutes compétitions confondues avec les Canaries avant de réintégrer l'effectif de Manchester City en mai 2018.
Le 10 juillet 2018, il s'engage pour cinq ans avec le Southampton FC. Il quitte donc Manchester City sans avoir porté le maillot de l'équipe première.
Gunn joue trente matchs au cours de ses deux premières saisons sous le maillot de Southampton. Le 16 octobre 2020, il est prêté pour une saison à Stoke City.
Le 23 juin 2021, il rejoint Norwich City.

### En sélection

#### Avec l'Angleterre
Le 3 septembre 2015, il fait ses débuts pour l'équipe d'Angleterre espoirs lors d'un match contre les États-Unis.
Le 27 mai 2019, il fait partie des vingt-trois joueurs sélectionnés pour participer à l'Euro espoirs 2019 avec l'équipe d'Angleterre. 

#### Avec l'Ecosse
En juin 2024, il fait partie de la liste des 26 joueurs convoqués par Steve Clarke pour disputer l'Euro 2024 . Il connaît un match d'ouverture difficile face à l'Allemagne concédant cinq buts face à l'équipe adverse. 

## Statistiques
| Saison                | Club                  | Championnat           | Championnat | Championnat | Coupe nationale | Coupe nationale | Coupe de la Ligue | Coupe de la Ligue | Total | Total |
| Saison                | Club                  | Division              | M.          | B.          | M.              | B.              | M.                | B.                | M.    | B.    |
| 2017-2018             | Norwich City (prêt)   | Championship          | 46          | 0           | 2               | 0               | 3                 | 0                 | 51    | 0     |
| Sous-total            | Sous-total            | Sous-total            | 46          | 0           | 2               | 0               | 3                 | 0                 | 51    | 0     |
| 2018-2019             | Southampton FC        | Premier League        | 12          | 0           | 2               | 0               | 3                 | 0                 | 17    | 0     |
| 2019-2020             | Southampton FC        | Premier League        | 10          | 0           | 3               | 0               | -                 | -                 | 13    | 0     |
| Sous-total            | Sous-total            | Sous-total            | 22          | 0           | 5               | 0               | 3                 | 0                 | 30    | 0     |
| 2020-2021             | Stoke City (prêt)     | Championship          | 15          | 0           | -               | -               | -                 | -                 | 15    | 0     |
| Sous-total            | Sous-total            | Sous-total            | 15          | 0           | -               | -               | -                 | -                 | 15    | 0     |
| 2021-2022             | Norwich City          | Premier League        | 9           | 0           | -               | -               | 2                 | 0                 | 11    | 0     |
| 2022-2023             | Norwich City          | Championship          | 30          | 0           | -               | -               | 2                 | 0                 | 32    | 0     |
| 2023-2024             | Norwich City          | Championship          | 42          | 0           | -               | -               | 1                 | 0                 | 43    | 0     |
| 2024-2025             | Norwich City          | Championship          | 24          | 0           | -               | -               | -                 | -                 | 24    | 0     |
| Sous-total            | Sous-total            | Sous-total            | 105         | 0           | -               | -               | 5                 | 0                 | 110   | 0     |
| Total sur la carrière | Total sur la carrière | Total sur la carrière | 188         | 0           | 7               | 0               | 11                | 0                 | 206   | 0     |

## Palmarès

### En sélection
Angus Gunn remporte le Tournoi de Toulon en 2016 avec l'équipe d'Angleterre espoirs.